# Ponte Amerigo Vespucci
Il ponte Amerigo Vespucci unisce il lungarno Amerigo Vespucci al lungarno Soderini attraverso l'Arno a Firenze.

## Storia
Il ponte è, ricostruzioni a parte, uno dei più moderni creati in città, anche se esisteva un progetto del 1908 mai realizzato, quando il quartiere di San Frediano avrebbe dovuto di lì a poco essere interessato da un piano di riqualificazione mai attuato.
Un primo ponte al servizio del quartiere di San Frediano, ponte di via Melegnano, fu installato nel 1949 e inaugurato l'anno successivo, realizzato riciclando i materiali provenienti dai ponti sospesi distrutti dalla ritirata tedesca, appoggiati su piloni in muratura. Così il passaggio fu utilizzato al posto del ponte alla Carraia e del ponte San Niccolò, prima della loro ricostruzione definitiva.

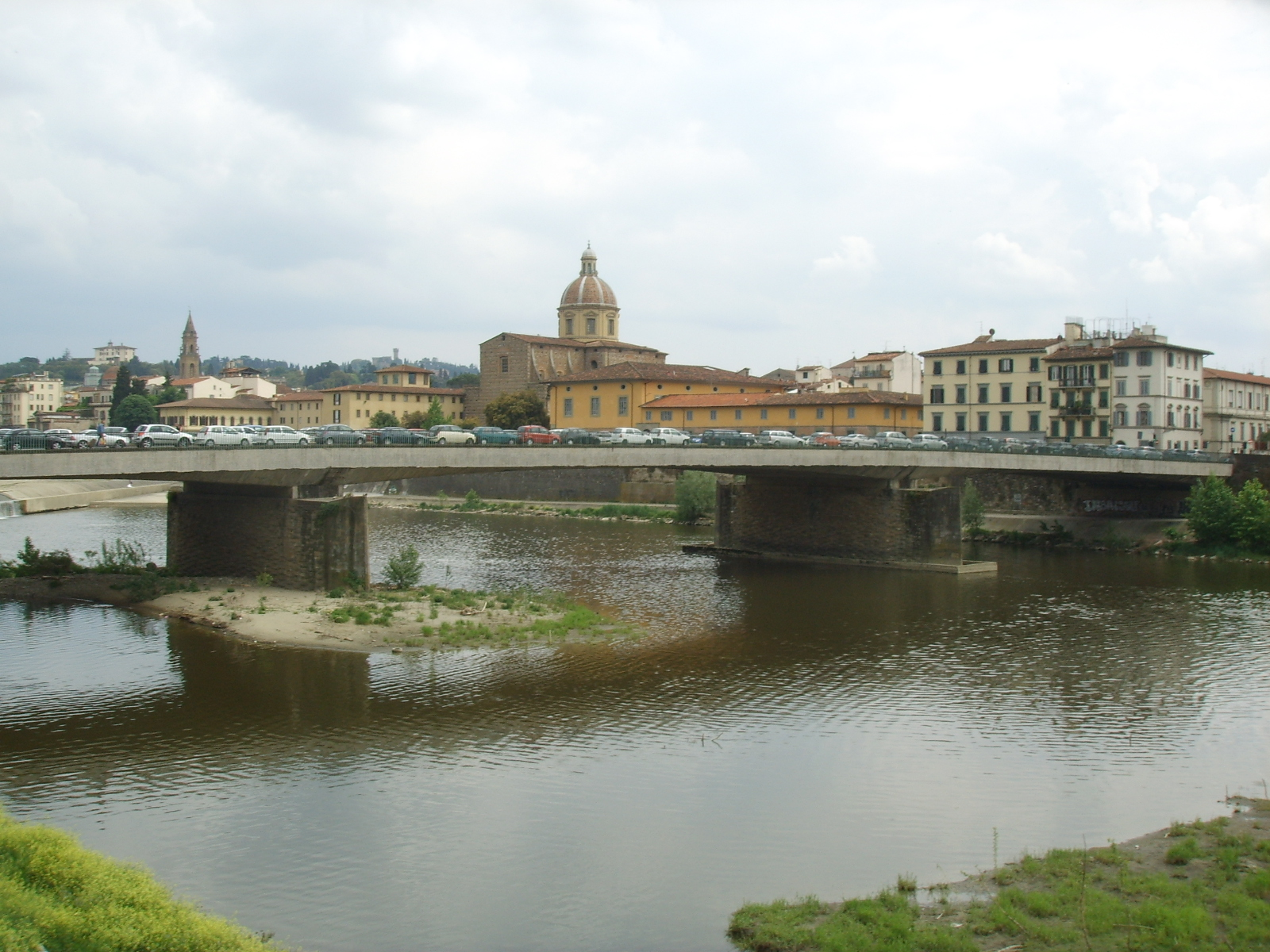
Il ponte e l'Oltrarno

In occasione del cinquecentenario della nascita di Amerigo Vespucci, tra il 1952 e il 1954, si svolse un concorso per la costruzione di un nuovo ponte, poi realizzato tra il 1955 e il 1957 sul progetto vincente degli architetti Giorgio Giuseppe Gori, Enzo Gori ed Ernesto Nelli e dell'ingegnere Riccardo Morandi. Con una larghezza massima di 22,50 metri, un'altezza di 9,50 e le sue tre campate, ciascuna di 54,30 metri di luce, il ponte si distingue per le linee sobrie che lo fanno somigliare a un nastro teso da una riva all'altra, con un'idea che si rifà al disegno di una strada, piuttosto che a quello delle tradizionali arcate di un ponte.
Il nuovo ponte aveva infatti come obiettivo quello di una convivenza tacita tra vecchio e nuovo, senza cioè turbare l'equilibrio visivo in riferimento alle strutture storiche attigue, pur senza rinunciare a un'opera moderna, figlia dei tempi nella quale fu edificata. Il riuscito inserimento resta da allora un esempio su come procedere per l'inserimento di un'architettura moderna nel tessuto storico antico.
Sito alcune decine di metri a valle dell'opera idraulica fluviale "traversa di Santa Rosa" ("Pescaia"), dove il trasporto liquido e solido del fiume viene monitorato e per ciò che concerne il materiale di fondo alveo, al più contenuto, nei decenni è stato soggetto ad una forte erosione da parte della corrente fluviale nella pila del Ponte più vicina al lato di sinistra del fiume. Infatti, distante 100 metri e oltre dal salto della traversa, è verso quell'area dell'alveo che la massa d'acqua è diretta e sembra rispecchiare la totale naturalità del corso d'acqua. Da quasi un anno il Ponte viene costantemente monitorato sino ad avere il quadro più preciso possibile per il suo consolidamento previsto.

## I disegni
I disegni originali suggeriscono che una delle idee portanti fu quella di utilizzare i telai in cemento precompresso sfalsandoli sulle pile della struttura come accade quando si incastrano due pettini insieme.

## La ricerca estetica

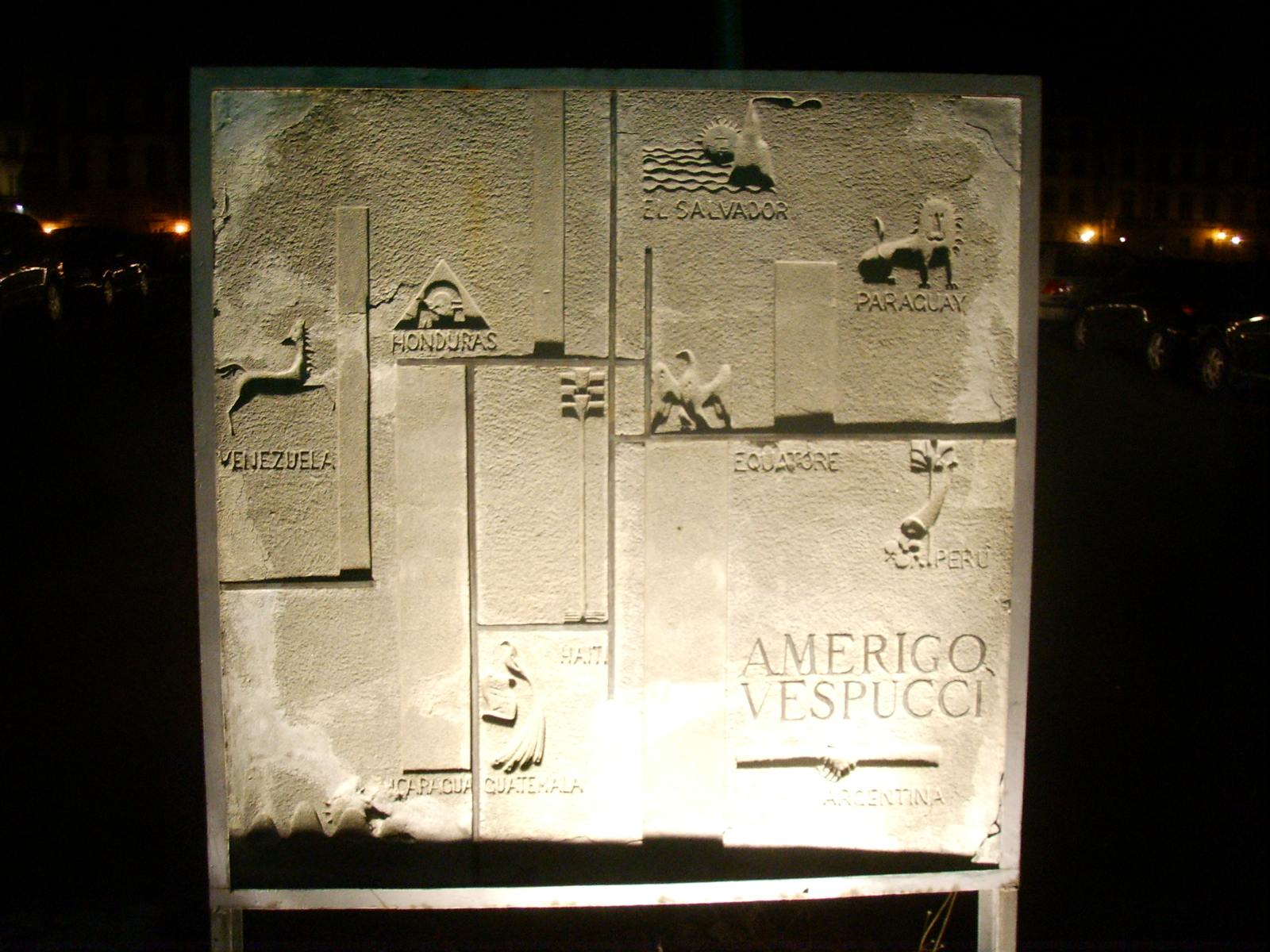
La targa che alla testa del ponte ricorda Amerigo Vespucci e le nazioni americane

Pur nella sua innovazione estetica non fu minimamente tralasciato di calare la nuova struttura nell'ambiente circostante. Da alcuni appunti dell'epoca, che ci sono rimasti, è possibile ricostruire tutto l'iter progettuale e, appunto, l'attenzione dedicata ai particolari. Le pile sono, ad esempio, rivestite in pietraforte, gli speroni taglia acqua sono ispirati alle pile di Ponte Vecchio, il parapetto in ferro è molto simile alla ringhiera del ninfeo che si può trovare in Palazzo Pitti e, per finire, la pavimentazione in porfido è tipica delle vie di San Frediano. Ultimo tocco, lo spartitraffico, pensato come elemento costruito di verde e luce, con l'impianto di illuminazione come un altro nastro, questa volta di luce, posto a metà della carreggiata che, di notte, disegna la curva del ponte.
Il progetto del concorso di primo grado prevedeva inoltre l'inserimento di opere scultoree da posizionare sul parapetto in corrispondenza delle pile. Le pale decorative, in cemento e bronzo, sono state realizzate da un gruppo di giovani disegnatori che frequentano lo studio dell'architetto Gori, Vernuccio, Nannoni, Baroncioni e Nelli, quest'ultimo in particolare coordinatore della progettazione dei dettagli architettonici. Le opere sono state collocate però in seguito sulle testate del ponte, in corrispondenza dello spartitraffico, secondo le indicazioni del secondo progetto.